# Samode
Samode fou un estat tributari protegit, una thikana feudatària de Jaipur formada per 152 pobles. Fou concedida el 1550 a Sheo Singh I, un fill de Maharajà Prithwi Raj Singh d'Amber, però confiscada més tard i restablerta el 1757 en favor de Ram Singh.

## Llista de rawals
- Rawal Ram Singh 1757-?
- Rawal Indar Singh vers 1790
- Rawal Bairi Sal ?-1838 (ministre principal de Jaipur el 1818 i regent de Jaipur 1836-1838)
- Rawal Sheo Singh (II) 1838-? (fill, ministre principal de Jaipur vers 1854)
- Rawal Bijai Singh ?-1885 (fill)
- Rawal Fateh Singh 1885-? (fill adoptiu, fill biològic de Thakur Nathu Singh de Renwal)
- Rawal Sangram Singh ? (fill adoptiu)
- Rawal ??? Singh ?-1954 (fill) darrer rawal